# Ange-Félix Patassé
Ange-Félix Patassé (25. ledna 1937 Paoua, prefektura Ouham-Pendé, Ubangi-Šari [nyní Středoafrická republika] – 5. dubna 2011 Douala, Kamerun) byl prezident Středoafrické republiky v letech 1993 až 2003, kdy jej v průběhu ozbrojeného převratu sesadil François Bozizé.
Patassé byl ve skutečnosti prvním demokraticky zvoleným prezidentem země od jejího vzniku v roce 1960. Volby roku 1993 byly uskutečněny na základě tlaku dárců rozvojové pomoci a dohlížela na ně OSN. Další volby, které byly rovněž vyhodnoceny jako svobodné a demokratické, v roce 1999 potvrdily jeho mandát. Již během jeho prvního funkčního období nicméně došlo k několika povstáním, jejichž hlavním nábojem byl spor mezi tzv. „jižany“ (např. Patassé) a „seveřany“ (např. bývalý prezident André Kolingba). Patassé se však těšil přízni Francie, která mu pomohla během prvního funkčního období odolat tlaku povstalců. Ve druhém funkčním období však rychle ztratil podporu obyvatelstva i Evropanů a byl sesazen v březnu 2003. Poté žil ve vyhnanství v Togu. Zemřel během cesty na léčení do Rovníkové Guineje v kamerunské nemocnici.